# Sharni Vinson

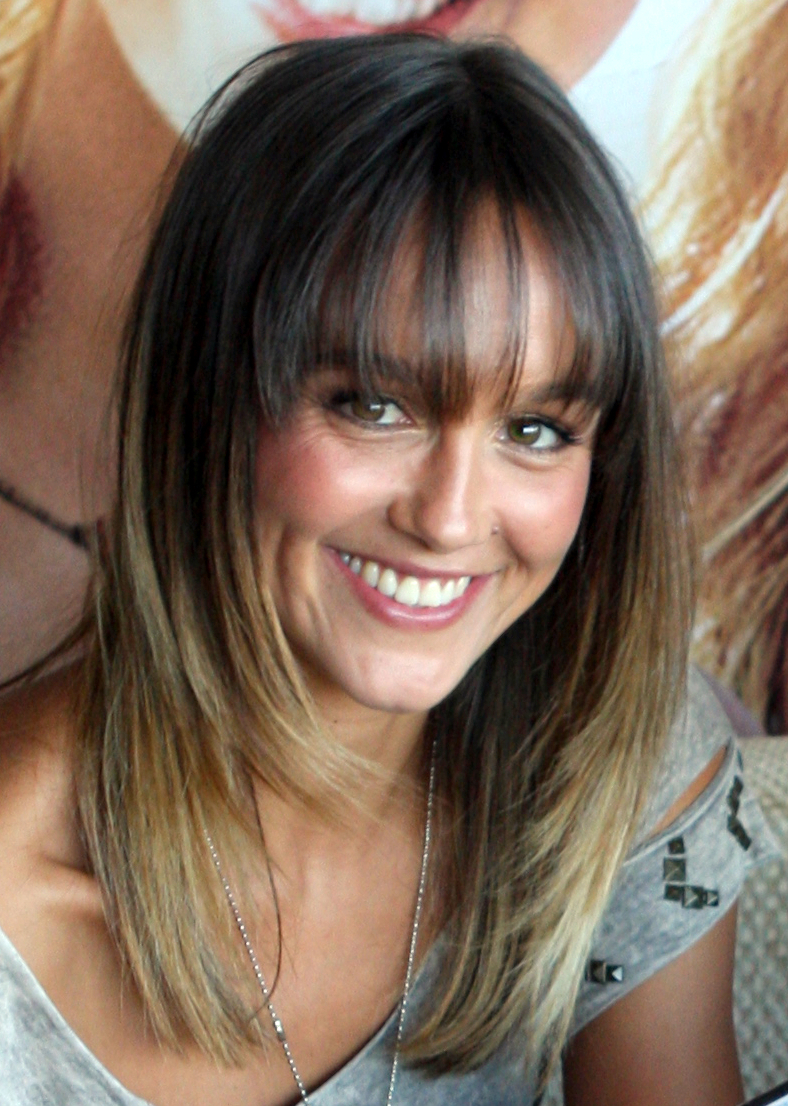
Sharni Vinson (2011)

Sharni Vinson (* 22. Juli 1983 in Sydney, New South Wales) ist eine australische Schauspielerin und Tänzerin, die durch ihre Rolle in dem Tanzfilm Step Up 3D international bekannt wurde.

## Biografie
Sharni Vinson wuchs bei ihrer Mutter und deren Eltern auf. Ihr Vater lebte zu dieser Zeit in Kanada. Schon als Kind besuchte sie für vier Jahre die Schauspielschule Australian Theatre for Young People und tanzte zehn Jahre lang Ballett. Mit zwölf Jahren schrieb sie sich an der Brent Street School of Performing Arts ein, um Tanzen und Singen zu lernen. Nach einigen Gastauftritten im Fernsehen spielte sie von 2004 bis 2008 eine Hauptrolle in der australischen Seifenoper Home and Away.
2008 zog Vinson in die Vereinigten Staaten, wo sie zunächst einige Nebenrollen in Fernsehserien und im Film Step Up to the Streets hatte. 2010 spielte sie die weibliche Hauptrolle im Tanzfilm Step Up 3D. 2012 stand sie neben Xavier Samuel, Julian McMahon und Phoebe Tonkin in dem australischen Hai-Horrorfilm Bait 3D vor der Kamera.
Neben ihrer Schauspielkarriere war sie außerdem als Sängerin und Tänzerin aktiv, unter anderem in diversen Musicals und mit ihrer All-Girl-Group Fox Fire IV. Im Mai 2013 trennte sich Vinson nach einer zweijährigen Beziehung von Kellan Lutz.

## Filmografie (Auswahl)
- 2001–2008: Home and Away (Seifenoper)
- 2006: My Boys (Fernsehserie, Folge 2x4 Spit Take)
- 2008: Austin Golden Hour (Fernsehkurzfilm)
- 2008: CSI: NY (Fernsehserie, Folge 4x21 Tod im Tresor)
- 2009: Navy CIS (Fernsehserie, Folge 6x13 Schatten der Vergangenheit)
- 2010: Cold Case – Kein Opfer ist je vergessen (Cold Case, Fernsehserie, Folge 7x14 Metamorphose)
- 2010: Step Up 3D
- 2011: Blue Crush 2 – No Limits (Blue Crush 2)
- 2011: You’re Next
- 2012: Bait 3D – Haie im Supermarkt (Bait 3D)
- 2013: Patrick – Gefährlicher als sein Hass ist nur seine Liebe (Patrick: Evil Awakens)
- 2015: Dragon Blade
- 2015: Ticketed (Kurzfilm)
- 2016: Demon Girl
- 2018: Captain Fitastic (Fernsehserie)
- 2022: The Guardians of Justice (Fernsehserie)
- 2023: Australian Survivor (Fernsehserie)